# Werner Becker (Kunsthistoriker)
Werner Becker (* 9. November 1924; † 30. Dezember 1984) war ein deutscher Kunsthistoriker, Museumsleiter und CDU-Politiker in der DDR. Von 1960 bis 1984 leitete er die Staatlichen Bücher- und Kupferstichsammlungen im Greizer Sommerpalais, später die Staatlichen Museen Greiz.

## Leben
Der 1924 geborene Werner Becker schloss sich 1947 in der Sowjetischen Besatzungszone (SBZ) der CDU an. Er studierte in Jena Philosophie und Kunstgeschichte unter anderem bei Georg Klaus und wurde 1959 mit der Dissertationsschrift Die romanischen Baudenkmäler der Stadt Weißensee in Thüringen in Berlin zum Dr. phil. promoviert. Etwa 1958/59 trat er eine Stelle als wissenschaftlicher Assistent in den Staatlichen Bücher- und Kupferstichsammlungen Greiz an, die im Sommerpalais im Greizer Park untergebracht waren. Schon 1960 wurde er deren kommissarischer Direktor und wenig später als Direktor bestätigt.
Im Bestreben, neue Besucherkreise für sein Museum zu erschließen, unterhielt Becker Kontakte zu Volkskunstgruppen und stellte deren Hervorbringungen in den Museumsräumlichkeiten aus. Daneben führte er vorreiterhaft Randlochkarten mit Nadeltechnik ein, um Objekte nach vielerlei Kriterien suchen und somit auf viele inhaltlich verschieden angelegte (platzeinnehmende) Zettelkatalogschränke verzichten zu können.
1971 wurden seine Befugnisse erweitert, indem er zum Direktor der Staatlichen Museen Greiz ernannt wurde. Am 18. Juni 1975 gründete er in Berlin zusammen mit Waltraut Mai, Henryk Berg, Fritz Donner, Harald Kretzschmar und Klaus Vonderwerth das „Satiricum Greiz“, eine Spezialsammlung historischer (später auch zeitgenössischer) Karikaturen, deren Grundstock die vorhandenen 1200 Karikaturen aus fürstlichem Besitz (zuletzt Elisabeth, Landgräfin von Hessen-Homburg) bildeten. Eröffnet wurde das Satiricum im Frühjahr 1977. Es erhielt Förderungen von verschiedenen Seiten.
Ab 1978 stand er der Gesellschaft für Denkmalpflege im Bezirk vor.
Neben seinen zahlreichen Buch- und Broschüren-Veröffentlichungen sowie Zeitungsaufsätzen hielt er auch Vorträge. Für die Kulturhistorische Reihe des Verlages Koehler & Amelang steuerte er zwei Bände bei.
Der erkrankte Werner Becker wurde 1984 pensioniert.
Sein christliches und sozialistisches Engagement übte er in der CDU aus. Die Formung der Menschen im sozialistischen Sinne durch Kunst stand für ihn im Vordergrund. Er war Mitglied der kulturpolitischen Arbeitsgemeinschaft beim Hauptvorstand der CDU, wurde im Juli 1967 zum Abgeordneten des Bezirkstages Gera gewählt, bekleidete eine Position in der Bezirksleitung Gera des Kulturbundes der DDR und saß für die CDU im Stadtausschuss der Nationalen Front.
Da die Meldungen seines am 30. Dezember 1984 eingetretenen Todes erst 1985 erschienen, wird oft fälschlich 1985 als Todesjahr angegeben.

## Zitate

### Von Werner Becker
„Unsere sozialistische Kultur und Kunst sind wichtige Mittel zur Verständigung der Völker, sie festigen das Bewußtsein der Zusammengehörigkeit der sozialistischen Brudervölker. Kultur und Kunst dienen uns aber zugleich auch als wichtige Waffen in der Auseinandersetzung mit der imperialistischen Ideologie und dem, was von den Imperialisten als Kultur angeboten und eingeschleust werden soll.“

### Über Werner Becker
„[Becker kam] zu der Ansicht […], künstlerische Karikatur sei weit mehr als eine Wegwerfkunst, die nicht über den Tag und den aktuellen Anlaß für ihre Entstehung hinaus bewahrenswert bleibe.“

„Mit Dr. Werner Becker verlieren wir einen Freund, der stets getragen von den gesellschaftlichen Konsequenzen christlicher Ethik, sein reiches Wissen und Können in die Verantwortung für die Gestaltung des Sozialismus und seine humanistische Kultur gestellt hat.“

## Schriften und Herausgaben
- Das Sommerpalais zu Greiz und seine Kunstschätze. Staatliche Bücher- und Kupferstichsammlung Greiz – Sommerpalais, Greiz 1960.
- Die Greizer Karikaturensammlung Satiricum. Staatliche Museen Greiz – Bücher- und Kupferstichsammlung mit Satiricum, Greiz 1961. (Mehrfach erweitert und neu aufgelegt.)
- Alte Karikaturen aus der Staatlichen Bücher- und Kupferstichsammlung Greiz. Staatliche Bücher- und Kupferstichsammlung Greiz – Sommerpalais, Greiz 1961.
- Landkarten aus drei Jahrhunderten (16.–18. Jahrhundert). Staatliche Bücher- und Kupferstichsammlung Greiz – Sommerpalais, Greiz 1962.
- Grafiken aus der Zeit der Befreiungskriege (1812–1815). Staatliche Bücher- und Kupferstichsammlung Greiz – Sommerpalais, Greiz 1963.
- Die Greizer Schabkunstsammlung. Staatliche Museen Greiz. Bücher- und Kupferstichsammlung Greiz – Sommerpalais, Greiz 1964.
- Das Bild der Stadt Greiz, gestern und heute. Staatliche Bücher- und Kupferstichsammlung Greiz, Greiz 1966. (Mehrere Auflagen.)
- Zur Greizer Gartenkunst vor zwei Jahrhunderten. In: Greizer Heimatkalender 1968, S. 52–56.
- Zehn Jahre bildnerisches Schaffen im Kreis Greiz. Staatliche Bücher- und Kupferstichsammlung Greiz, Greiz 1968.
- Vom alten Bild der Welt. Alte Landkarten und Stadtansichten. Koehler & Amelang, Leipzig 1969. (Lizenzausgabe bei F. Bassermann’sche Verlagsbuchhandlung, München 1970.)
- Mit Martin Kiefner: März 1920. Ein Künstler ergreift Partei (= Rote Reihe; Heft 1). Staatliche Bücher- und Kupferstichsammlung Greiz, Greiz 1970.
- 50 Jahre Staatliche Bücher- und Kupferstichsammlung Greiz. Beiträge der Mitarbeiter und Freunde. Staatliche Bücher- und Kupferstichsammlung Greiz, Greiz 1970. (2 Teile.)
- Das Kabinett für Graphik der Gegenwart im Greizer Sommerpalais. Staatliche Museen Greiz. Bücher- und Kupferstichsammlung Greiz – Sommerpalais, Greiz 1973.
- Die Mahnmale, Gedenkstätten und Gedenktafeln im Kreis Greiz (= Rote Reihe; Heft 3). Staatliche Museen Greiz, Greiz 1974.
- Meinungsstreit über Kunst. In: Auftrag und Verantwortung des Künstlers in der entwickelten sozialistischen Gesellschaft. Beratung des Präsidiums des Hauptvorstandes der CDU mit Künstlern am 23.11.1973 in Burgscheidungen. Herausgegeben vom Sekretariat des Hauptvorstandes der CDU. Hauptvorstand der CDU, Berlin 1974, S. 37–39.
- Von Kardinaltugenden, Todsünden und etlichen Lastern. Bilder und Plastiken zur Kultur- und Sittengeschichte des 12. bis 19. Jahrhunderts. Koehler & Amelang, Leipzig 1975.
- Der Greizer Leninpark. Studien zu seiner Geschichte. Staatliche Museen Greiz, Greiz 1977.
- Mit rotem Pfeffer. Karikaturen und Pressezeichnungen von Erich Drechsler (= Rote Reihe; Heft 4). Staatliche Museen Greiz, Greiz 1978.
- Das Untere Schloss zu Greiz und seine Kulturschätze. Staatliche Museen Greiz, Kreisheimatmuseum, Greiz 1978.
- Mit Christine Lange: Glück oder Unglück – ein Kind zu sein? Karikaturwettbewerb zum internationalen Jahr des Kindes 1979. Ausstellung vom 1. Juni bis zum 23. Juli 1978, Satiricum der Staatlichen Museen Greiz im Sommerpalais zu Greiz/Satiricum '78. Rat des Bezirkes Gera, Verband Bildender Künstler der DDR (Hrsg.) Satiricum, Greiz 1978.
- Frischer Wind vor dreißig Jahren (= Rote Reihe; Heft 5). Staatliche Museen Greiz, Greiz 1979.
- Vom Greizer Satiricum. In: Marginalien. Zeitschrift für Buchkunst und Bibliophilie, Aufbau-Verlag, Berlin/Weimar, Heft 76, 1979, S. 33–37.
- Kleiner Führer durch den Greizer Leninpark. Von Christa Bretschneider mit Beiträgen von Werner Becker und Siegfried Tolkmitt. In Zusammenarbeit mit der Gesellschaft für Denkmalpflege im Kulturbund der DDR. Staatliche Museen Greiz, Greiz 1980.
- Kleines Eroticum. Grafische Spielereien. Herausgegeben von Werner Becker. Eulenspiegel Verlag, Berlin 1983. (Auch das Nachwort von Werner Becker.)
- Honoré Daumier: Das Lächeln der Auguren. Bilder zur Antike. Herausgegeben und kommentiert von Werner Becker und Harald Kretzschmar. Eulenspiegel Verlag, Berlin 1986, ISBN 3-359-00061-7.

## Aufsätze in der überregionalenNeuen Zeit(Auswahl)
- Das Manifest in der Sprache der Kunst. Grafiken aus der Zeit um 1848 in der Staatlichen Bücher- und Kupferstichsammlung Greiz – ein Beitrag zum Karl-Marx-Jubiläum. In: Neue Zeit. Zentralorgan der Christlich-Demokratischen Union Deutschlands, Nr. 105/1968, 4. Mai 1969, S. 3 (Die dritte Seite).
- Meister der Porträtkunst. Zum 250. Geburtstag des Malers Joshua Reynolds. In: Neue Zeit. Zentralorgan der Christlich-Demokratischen Union Deutschlands, Nr. 166/1973, 17. Juli 1973, S. 5 (Aus dem kulturellen Leben).

Sowie Aufsätze in lokalen Publikationen.

## Auszeichnungen
- 1966: Johannes-R.-Becher-Medaille in Silber für kulturpolitische Verdienste[18]
- 1981: Vaterländischer Verdienstorden in Bronze
- 1984: Otto-Nuschke-Ehrenzeichen in Gold für verdiernstvolle Unionsfreunde[19]